# Symbole delta de Kronecker
« Symbole de Kronecker » redirige ici. Pour le symbole de Kronecker utilisé en théorie des nombres, voir Symbole de Kronecker (théorie des nombres).
En mathématiques, le symbole delta de Kronecker,, également appelé symbole de Kronecker,,, ou delta de Kronecker,,,, est une fonction de deux variables qui est égale à 1 si celles-ci sont égales, et 0 sinon. Il est symbolisé par la lettre δ (delta minuscule) de l'alphabet grec.
{\displaystyle \delta _{ij}=\delta _{i}^{j}=\delta ^{ij}={\begin{cases}1&{\mbox{si }}i=j\\0&{\mbox{si }}i\neq j\end{cases}}}
ou, en notation tensorielle :
{\displaystyle \delta _{i}^{j}=\delta _{i}\cdot \delta ^{j}}
où δi et δj sont des vecteurs unitaires tels que seule la i-ème (respectivement la j-ème) coordonnée soit non nulle (et vaille donc 1).
Lorsque l’une des variables est égale à 0, on l’omet généralement, d’où :
{\displaystyle \delta _{i}={\begin{cases}1&{\mbox{si }}i=0\\0&{\mbox{si }}i\neq 0\end{cases}}}

## Histoire
L'éponyme du symbole de Kronecker,, est le mathématicien Leopold Kronecker (1823-1891) qui l'a introduit en 1866,,.

## Exemples
Le delta de Kronecker est utilisé dans de nombreux domaines mathématiques. Par exemple :
- en algèbre linéaire, la matrice identité d'ordre 3 peut s'écrire :{\displaystyle (\delta _{ij})_{(i,j)\in \{1,2,3\}^{2}}={\begin{pmatrix}1&0&0\\0&1&0\\0&0&1\end{pmatrix}}} ;
- lors de sommations, le delta de Kronecker entraîne des simplifications :{\displaystyle \sum _{k=1}^{n}a_{k}\delta _{k,i}=\left\{{\begin{array}{cl}a_{i}&{\textrm {si}}\quad 1\leq i\leq n\\0&{\textrm {sinon.}}\quad \end{array}}\right.}

#### Ouvrages de vulgarisation
- [Diu 2010] B. Diu, La mathématique du physicien, Paris, O. Jacob, coll. « Sciences », mars 2010, 1re éd., 1 vol., 380, ill. et fig., 14,5 × 22 cm (ISBN 978-2-7381-2448-7, EAN 9782738124487, OCLC 690805807, BNF 42179060, SUDOC 143407058, présentation en ligne, lire en ligne).
- [Gourgoulhon 2010] É. Gourgoulhon, Relativité restreinte : des particules à l'astrophysique, Les Ulis et Paris, EDP Sciences et CNRS, coll. « Savoirs actuels / Physique », mai 2010, 1re éd., 1 vol., XXVI-776, ill., 23 cm (ISBN 978-2-7598-0067-4 et 978-2-271-07018-0, EAN 9782759800674, OCLC 731758818, BNF 41411713, SUDOC 14466514X, présentation en ligne, lire en ligne).

#### Dictionnaires et encyclopédies
- [Kuptsov 1990] (en) L. P. Kuptsov, « Kronecker symbol », dans M. Hazewinkel (éd.), Encyclopaedia of mathematics, t. V : I – Lituus, Dordrecht, Boston et Londres, Kluwer Acad., 1990, 1re éd., 1 vol., IX-534, ill., 30 cm (ISBN 978-1-55608-004-3 et 978-94-009-5990-3, EAN 9781556080043, OCLC 491733136, BNF 37357904, DOI 10.1007/978-94-009-5988-0, SUDOC 075475111, présentation en ligne, lire en ligne), s.v.Kronecker symbol [« symbole de Kronecker »], p. 309, col. 1-2.
- [Taillet, Villain et Febvre 2018] R. Taillet, L. Villain et P. Febvre, Dictionnaire de physique, Louvain-la-Neuve, De Boeck Sup., hors coll., janv. 2018, 4e éd. (1re éd. mai 2008), 1 vol., X-956, ill. et fig., 17 × 24 cm (ISBN 978-2-8073-0744-5, EAN 9782807307445, OCLC 1022951339, SUDOC 224228161, présentation en ligne, lire en ligne), s.v.Kronecker (delta de), p. 414, col. 2.

#### Manuels et notes de cours
- [Barrau et Grain 2016] A. Barrau et J. Grain, Relativité générale (cours et exercices corrigés), Malakoff, Dunod, coll. « Sciences Sup. », août 2016, 2e éd. (1re éd. août 2011), 1 vol., VIII-231, 17 × 24 cm (ISBN 978-2-10-074737-5, EAN 9782100747375, OCLC 958388884, BNF 45101424, SUDOC 195038134, présentation en ligne, lire en ligne).
- [Crépieux 2019] A. Crépieux, Introduction à la physique de la matière condensée : propriétés électroniques (cours et exercices corrigés), Malakoff, Dunod, coll. « Sciences Sup. », fév. 2019, 1re éd., 1 vol., XII-276, ill., 17 × 24 cm (ISBN 978-2-10-078944-3, EAN 9782100789443, OCLC 1085246645, BNF 45664071, SUDOC 233879323, présentation en ligne, lire en ligne).
- [Feynman 2001] R. Ph. Feynman (trad. de l'angl. amér. par C. Laroche), Leçons sur la gravitation [« Feynman lectures on gravitation »], Paris, O. Jacob, coll. « Sciences », oct. 2001 (réimpr. fév. 2006), 1re éd., 1 vol., 278, ill., 14,5 × 22 cm (ISBN 2-7381-1038-X, EAN 9782738110381, OCLC 50419539, BNF 37719654, SUDOC 059349336, présentation en ligne, lire en ligne).
- [Heyvaerts 2012] J. Heyvaerts, Astrophysique : étoiles, univers et relativité (cours et exercices corrigés), Paris, Dunod, coll. « Sciences Sup. », août 2012, 2e éd. (1re éd. sept. 2006), 1 vol., X-384, ill. et fig., 17 × 24 cm (ISBN 978-2-10-058269-3, EAN 9782100582693, OCLC 816556703, BNF 42740481, SUDOC 163817030, présentation en ligne, lire en ligne).
- [Semay et Silvestre-Brac 2016] C. Semay et B. Silvestre-Brac, Relativité restreinte : bases et applications (cours et exercices corrigés), Malakoff, Dunod, coll. « Sciences Sup. », mars 2016, 3e éd. (1re éd. oct. 2005), 1 vol., X-309, ill., 17 × 24 cm (ISBN 978-2-10-074703-0, EAN 9782100747030, OCLC 945975983, BNF 45019762, SUDOC 192365681, présentation en ligne, lire en ligne).

#### Article original
- (de) L. Kronecker, « Über bilineare Formen », Monatsberichte der Königlichen Preussischen Akademie zu Berlin,‎ 1867, p. 597-612.
- (de) L. Kronecker, « Ueber bilineare Formen », Journal für die reine und angewandte Mathematik, vol. 68,‎ 1868, p. 273-285 (lire en ligne).